# Liste von Bildschnitzern
Ein Bildschnitzer ist ein Künstler, der Figuren oder Reliefs in Holz oder Elfenbein schnitzt. Je nachdem, welches Material er verwendet, wird er auch als Holzbildhauer oder Elfenbeinschnitzer bezeichnet.

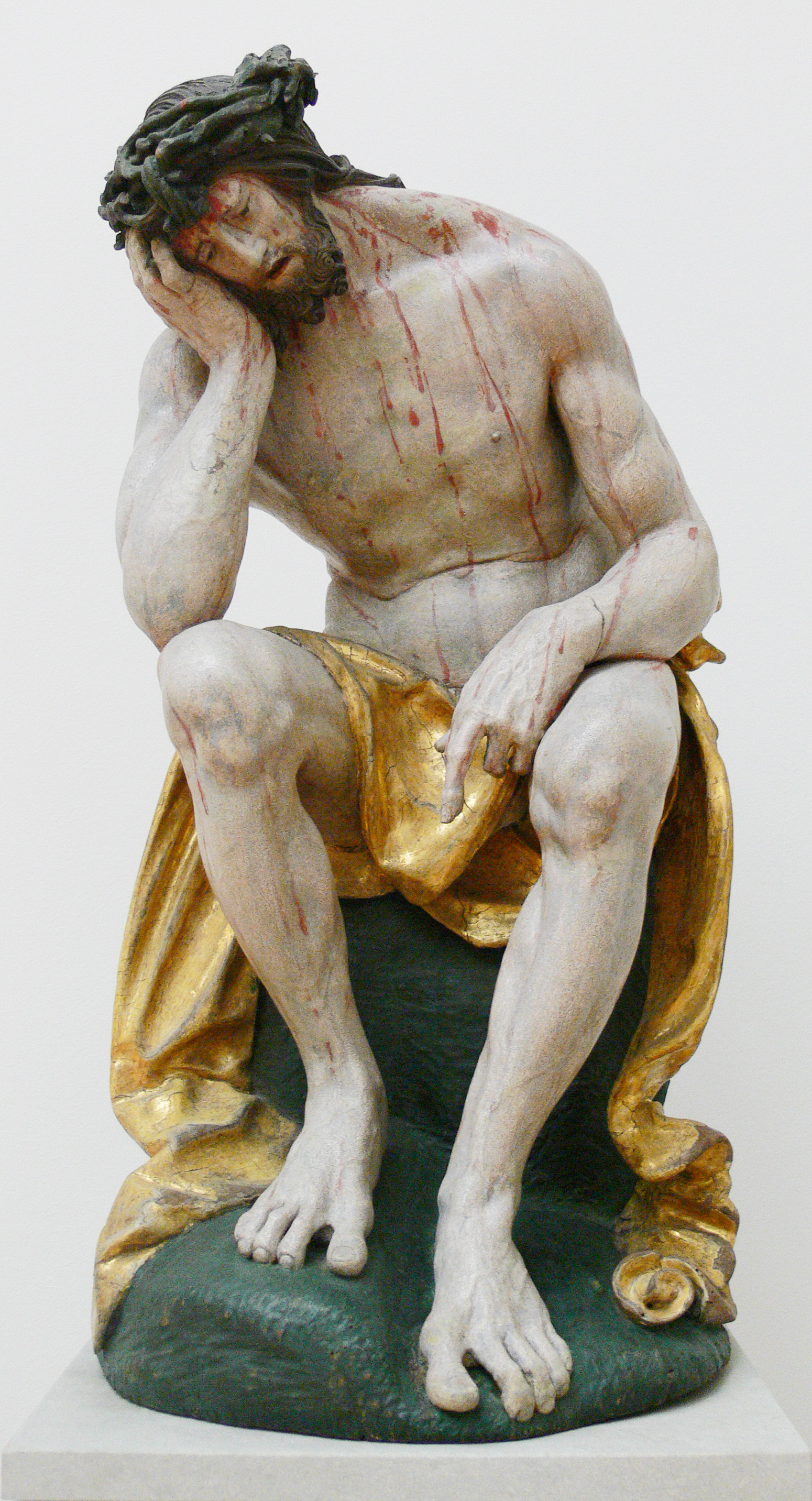
Hans Leinberger: „Christus im Elend“, um 1525, (Skulpturensammlung, Berlin)

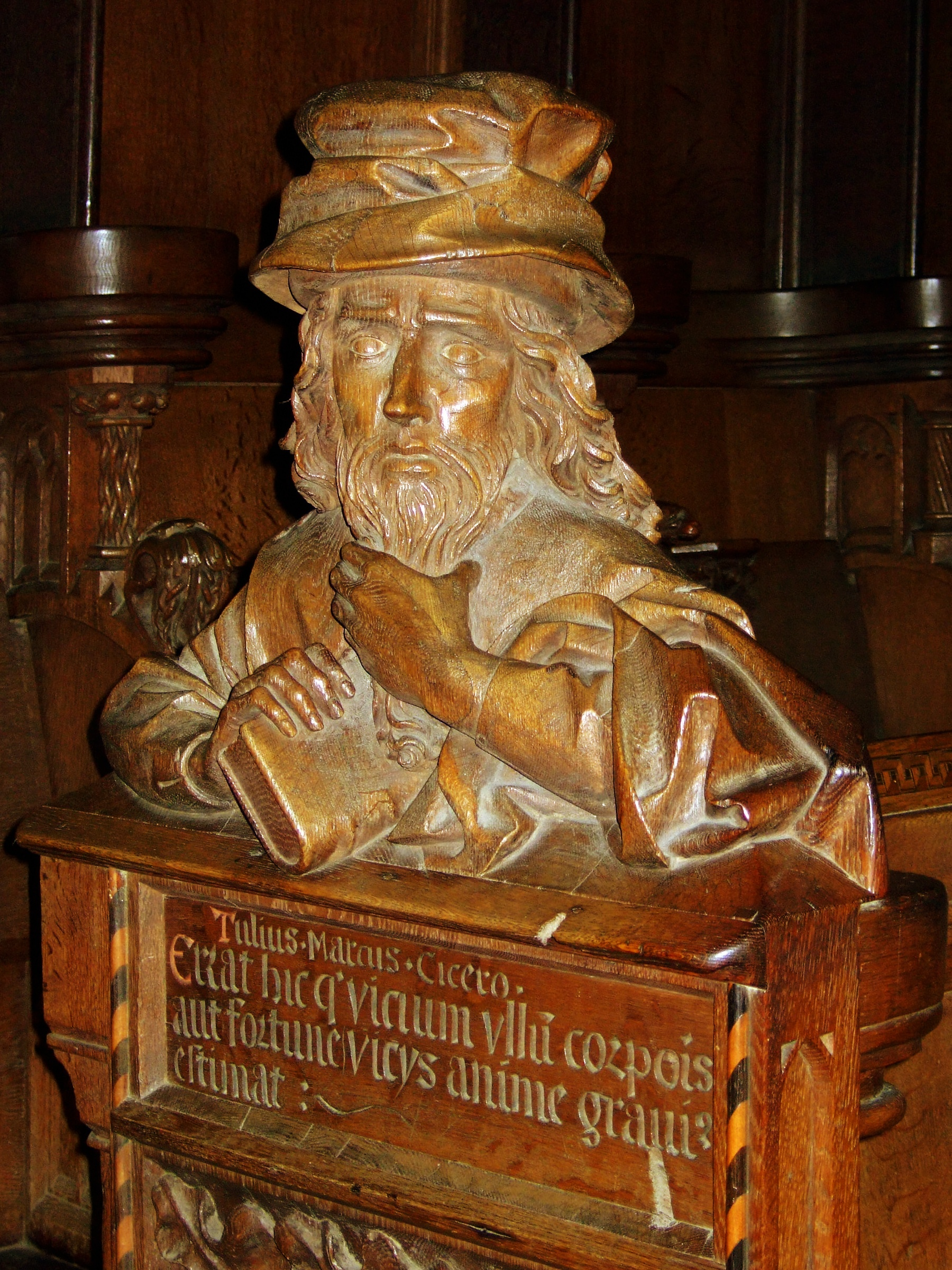
Jörg Syrlin: „Cicero“, Ulmer Münster

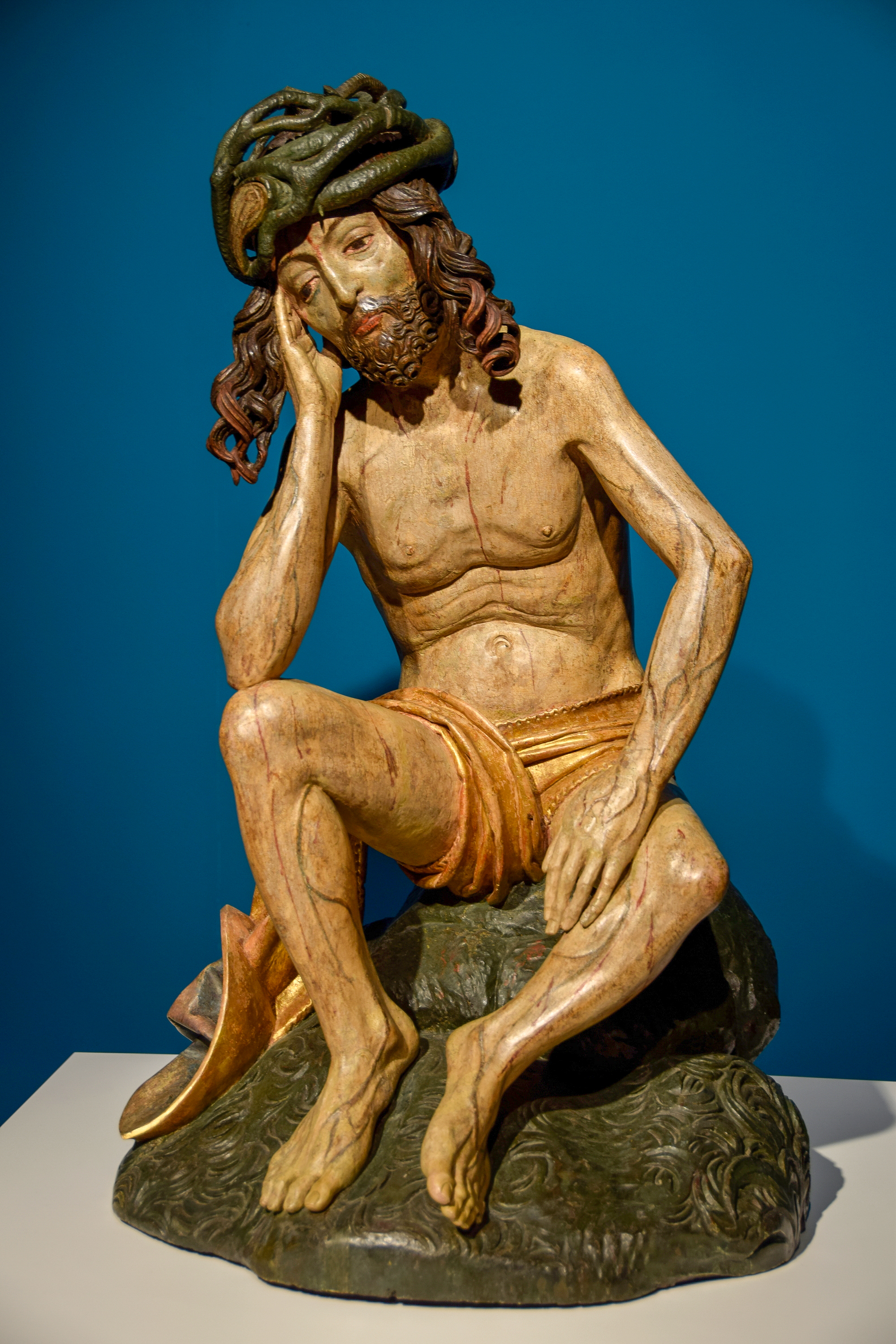
Paul von Leutschau: „Christus im Elend“, zwischen 1522 und 1526, (Historisches Museum in Bratislava)

## Liste bedeutender Bildschnitzer

### 14. Jahrhundert
- Hermann Walther von Kolberg (nachweisbar zwischen 1305 und 1341)

### 15. Jahrhundert
- Hans Bilger (um 1445–um 1500)
- Hans Brüggemann (um 1480–um 1540)
- Michel Erhart (um 1440/45–nach 1522)
- Niklaus von Hagenau (1445/60–1538)
- Henning von der Heyde (vor 1487–nach 1520)
- Hans Klocker (vor 1474–nach 1500)
- Jörg Lederer (um 1470–um 1550)
- Hans Leinberger (um 1470/80–1531)
- Paul von Leutschau (um 1460/70–um 1537/42)
- Hans Multscher (um 1400–1467)
- Heinrich Multscher (* um 1400)
- Bernt Notke (um 1435-vor 1509)
- Michael Pacher (um 1435–1498)
- Tilman Riemenschneider (um 1460–1531)
- Conrad Rötlin (um 1460–nach 1519)
- Hans Seyfer (um 1460–1509)
- Veit Stoß (um 1447–1533)
- Ivo Strigel (1430–1516)
- Jörg Syrlin (der Ältere) (um 1425–1491)
- Meister Tilman von Köln (nachweisbar zwischen 1475 und 1515)
- Evert van Roden (15./16. Jahrhundert)
- Clawes van der Sittow († 1482)
- Adriaen van Wesel (um 1417–1490/99)
- Heinrich Wylsynck (3. Viertel 15. Jahrhundert–1533)

### 16. Jahrhundert
- Hans Amann (um 1555–um 1626)
- Arnao de Bruselas (um 1520–1564)
- Claus Berg (um 1475–um 1535)
- Aegidius van den Blocke (um 1530–nach 1573)
- Francen van den Blocke (um 1520/30–nach 1572)
- Jan Borreman der Ältere (nachgewiesen zwischen 1479 und 1520)
- Peter Breuer (1472/73–1541)
- Hans Daucher (1486–1538)
- Adolf Dauher (1460/65–1523/25)
- Ciriacus Dirkes (nachweisbar 1586–1605)
- Heinrich Douvermann (um 1480–1543/44)
- Benedikt Dreyer (vor 1495–nach 1555)
- Gregor Erhart (um 1465–1540)
- Michel Erhart (um 1440/45–nach 1522)
- Tönnies Evers der Ältere (vor 1540–nach 1580)
- Tönnies Evers der Jüngere (1550–1613)
- Damià Forment (um 1480–um 1540)
- Niklaus von Hagenau (1445/60–1538)
- Henning von der Heyde (vor 1487–nach 1520)
- Jörg Huber (nachweisbar zwischen 1495 und 1509)
- Monogrammist IP (um 1490–nach 1530)
- Juan de Juni (1504–1577)
- Ludwig Juppe (1460–1538)
- Bartold Kastrop (um 1460–um 1531)
- Hans Kels der Jüngere (1508/10–1565/66)
- Jörg Lederer (um 1470–um 1550)
- Pedro López de Gámiz (1528–1588)
- Daniel Mauch (um 1477–1540)
- Conrat Meit (1470/85–1550/51)
- Hans Peisser (um 1506–nach 1571)
- Georg Riemenschneider (um 1500–um 1570)
- Tilman Riemenschneider (um 1460–1531)
- Conrad Rötlin (um 1460–nach 1519)
- Jost Schilling (nachweisbar zwischen 1584 und 1602)
- Hans Sixt von Staufen (nachweisbar zwischen 1515 und 1532)
- Hans Snycerz († 1545)
- Albert von Soest (vor 1550–1589)
- Philipp Soldan (1500–nach 1569)
- Stanislaus Stoß (um 1478–1528)
- Veit Stoß (um 1447–1533)
- Jörg Syrlin (der Jüngere) (um 1455–1521)
- Sebastian Tauerbach († 1552)
- Niccolò Tribolo (um 1500–1550)
- Evert van Roden (15./16. Jahrhundert)
- Christoph Walther I (1493–1546)
- Christoph Walther III (1550–1592)
- Niklaus Weckmann (nachweisbar zwischen 1481 und 1526)
- Hans Wydyz (nachweisbar zwischen 1497 und 1510)
- Heinrich Wylsynck (3. Viertel 15. Jahrhundert–1533)

### 17. Jahrhundert
- Hans Amann (um 1555–um 1626)
- Johann Josef Auer (1666–1739)
- Josias Wolrat Brützel (1653–1733)
- Hans Dreyer (1572–1653)
- Grinling Gibbons (1648–1721)
- Hans Gudewerdt der Ältere (um 1570–1642)
- Hans Gudewerth der Jüngere (um 1600–1671)
- Hans Gudewerdt (III) (um 1640–nach 1709)
- Ewerdt Friis (1619–1673)
- Jürgen Koberch († vor 1605)
- Hans Peper (nachweisbar zwischen 1597 und 1622)
- Simon Schweizer (vor 1593–nach 1623)
- Johann Gustav Stockenberg (vor 1660–um 1710)
- Ignaz Waibl (1661–1733)
- Hinrich Wittekop († wohl 1627)

### 18. Jahrhundert
- Johann Josef Auer (1666–1739)
- Johann Theodor Axer (1700–1764)
- Ernst Dietrich Bartels (1679–1762)
- Josias Wolrat Brützel (1653–1733)
- Georg Franz Ebenhech (um 1710–1757)
- Matthias Faller (1707–1791)
- Johann Christian Feige (1689–1751)
- Johann Friedrich Funk (1706–1775)
- Johann Friedrich Funk (1745–1811)
- Felizian Hegenauer (* 1692)
- Johann Joseph Obrist (auch: Oberst) (vor 1715–nach 1752)
- Johannes Schlupf (* 1723)
- Sebastian Vitus Schlupf (1761–1826)

### 19. Jahrhundert
- Sebastian Vitus Schlupf (1761–1826)
- Franz Catel (1778–1856)
- Gustav Kuntzsch (1848–1919)
- Ernst Barlach (1870–1938)

### 20. Jahrhundert
- Jakob Adlhart (1898–1985)
- Ernst Barlach (1870–1938)
- Franz Barwig der Ältere (1868–1931)
- Matthias Bechtold (1886–1940)
- Ulrich Bernardi (1925–2016)
- Franz Budig (1907–1989)
- Anne Daubenspeck-Focke (1922–2021)
- Hans Domenig (1901–1976)
- Max Domenig (1886–1952)
- Theo Eggink (1901–1965)
- David Esterly (1944–2019)
- Otto Flath (1906–1987)
- Josef Henselmann (1898–1987)
- Georg Hörnschemeyer (1907–1983)
- Othmar Jaindl (1911–1982)
- Wilhelm Kunst (1909–1986)
- Julius Theodor Melchers (1829–1908)
- Albin Moroder (1922–2007)
- Ludwig Moroder (1879–1953)
- Rudolf Moroder (1877–1914)
- Karl Nägele (1880–1949)
- Bernhard Prähauser (1921–2016)
- Martin Scheible (1873–1954)
- John Scholl (1827–1916)
- Hubert Spannring (1862–1930)
- Ferdinand Stabinger (1866–1948)
- Helmuth Uhrig (1906–1979)
- Hans Wachter (1931–2005)
- Wolfgang Wallner (1884–1964)

### 21. Jahrhundert
- Ad Wouters